# Mangora vito
Mangora vito Levi, 2005 è un ragno appartenente alla famiglia Araneidae.

## Etimologia
Il nome proprio della specie deriva dal distretto costaricano di rinvenimento: San Vito

## Caratteristiche
L'olotipo femminile rinvenuto ha dimensioni: cefalotorace lungo 1,8mm, largo 1,2mm; opistosoma lungo 2,0mm.

## Distribuzione
La specie è stata reperita in Costa Rica meridionale: nei pressi di San Vito, distretto appartenente alla provincia di Puntarenas.

## Tassonomia
Al 2014 non sono note sottospecie e dal 2005 non sono stati esaminati nuovi esemplari.